# Reseda luteola
Ne doit pas être confondu avec Gaude, Gaudes ou Gaudé.
Espèce
Classification phylogénétique
Le réséda des teinturiers ou réséda jaunâtre (Reseda luteola L.) est une plante herbacée bisannuelle de la famille des Résédacées, assez commune en Europe occidentale et méridionale, qui fut cultivée autrefois comme plante tinctoriale. Toute la plante contient des matières colorantes de la famille des flavonoïdes (couleur jaune).
Il est parfois appelé la gaude, grand réséda, herbe à jaunir, herbe jaune ou mignonette jaunâtre.

## Description

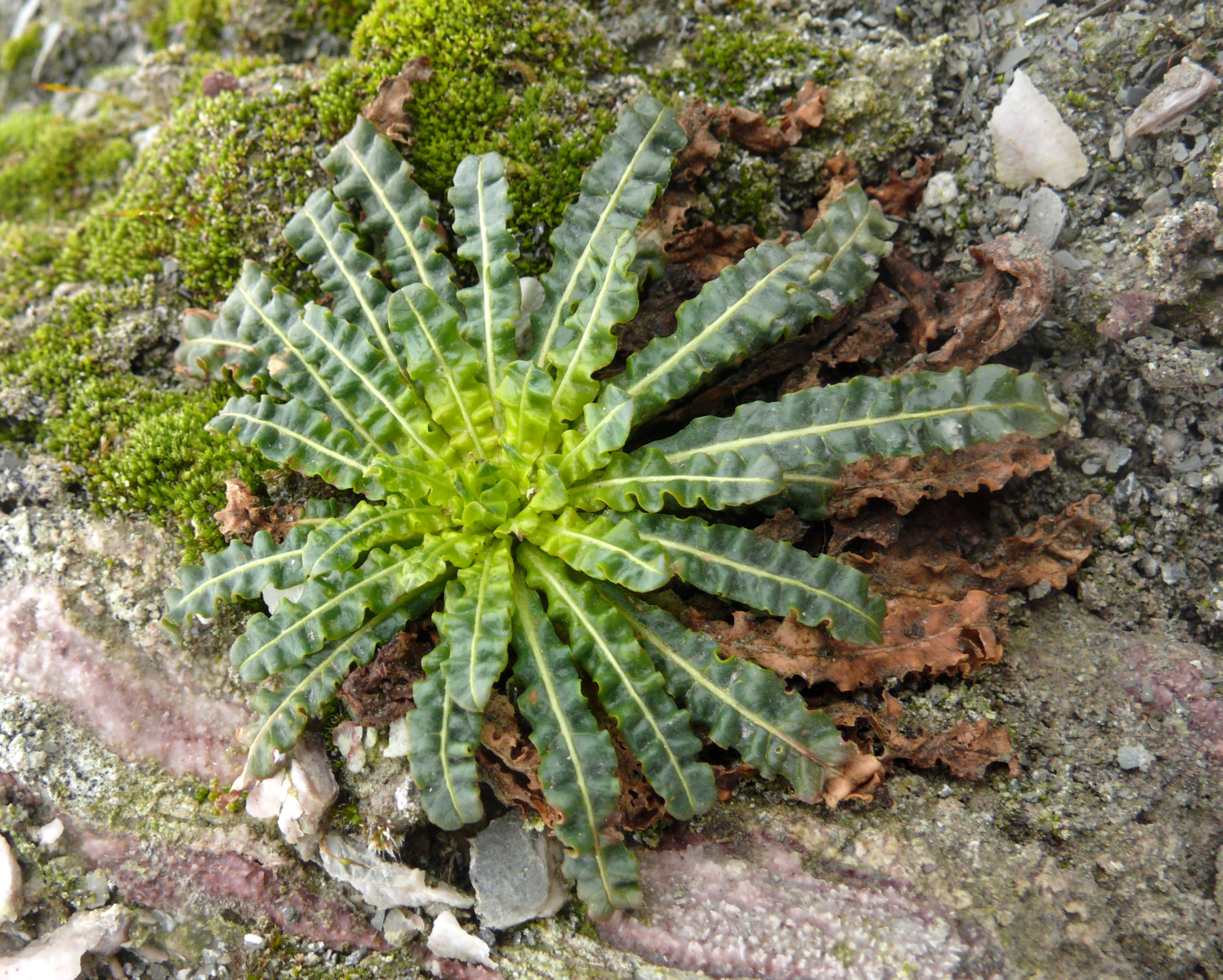
Feuilles en rosette

Plante bisannuelle, persistant parfois plusieurs années, de 0,50 à 1,50 m de haut (ou plus).
Racine de type pivotant.
Feuilles allongées entières.
Fleurs jaune verdâtre, à trois pétales, groupées en grappes allongées.

### Caractéristiques
Organes reproducteurs
- Couleur dominante des fleurs : jaune
- Période de floraison : juin-octobre
- Inflorescence : racème simple
- Sexualité : hermaphrodite
- Ordre de maturation : homogame
- Pollinisation : entomogame, autogame

Graine
- Fruit : capsule
- Dissémination : épizoochore

Habitat et répartition
- Habitat type : friches vivaces mésoxérophiles, médioeuropéennes
- Aire de répartition : circumboréal

Données d'après : Julve, Ph., 1998 ff. - Baseflor. Index botanique, écologique et chorologique de la flore de France. Version : 23 avril 2004.

## Distribution
Cette plante est originaire du pourtour du bassin méditerranéen et d'Asie occidentale. On la trouve notamment en Égypte et en Libye, dans la péninsule Ibérique, l'Italie et les Balkans, ainsi qu'au Moyen-Orient de la Turquie à l'Iran, ainsi qu'au Pakistan.
Autrefois cultivée en France (Languedoc-Roussillon, alentours de Paris, nord des Hauts-de-Seine), en Allemagne et en Grande-Bretagne, elle s'y est parfois naturalisée, et il en reste quelques pieds çà et là ; mais ils restent rares.

## Utilisation
La gaude contient un principe colorant qui est le lutéolol (ou lutéoline) isolé pour la première fois par le chimiste français Chevreul. Elle produit une teinte jaune  très solide, considérée comme la meilleure des teintures jaunes naturelles. Toute la partie aérienne est utilisée à cet effet (tiges, feuilles notamment).
Au Moyen Âge, les enlumineurs ont utilisé la gaude, quelquefois désignée sous son nom italien d'arzica, suivant Cennino Cennini.
Cette plante porte aussi le nom d'« herbe des Juifs » car c'est l'une des plantes utilisée, du XIIIe au XVIIIe siècle, par les Juifs du Comtat Venaissin (qui était alors un domaine pontifical) pour teindre en jaune les chapeaux qu'ils étaient obligés de porter comme signe distinctif.

## Autre signification
On appelle également "Gaudes" (ou "gaudes de maïs") — toujours au pluriel — une bouillie faite avec de la farine de maïs torréfié, ce qui donne à cette farine la couleur brune à jaune du genêt d'Espagne (qu'on appelait aussi anciennement "Gaude"). En Franche-Comté, on la cuit avec du lait, en ajout de beurre et de sucre. Elle est utilisée aussi par les pêcheurs pour appâter les poissons.